# Friobius zitacuarus
Friobius zitacuarus är en mångfotingart som beskrevs av Chamberlin 1943. Friobius zitacuarus ingår i släktet Friobius och familjen stenkrypare. Inga underarter finns listade i Catalogue of Life.